# ماركو ماميتش
ماركو ماميتش (بالكرواتية: Marko Mamić) مواليد 6 مارس 1994 في زغرب، هو لاعب كرة يد كرواتي يلعب كظهير أيسر. يلعب حاليا مع نادي دونكيرك لكرة اليد ويحمل الرقم 10. مثل منتخب كرواتيا لكرة اليد. شارك في دورة الألعاب الأولمبية الصيفية سنة 2016.

## المسيرة الاحترافية
لعب مع كاداتن شافهاوزن من سنة 2012 إلى 2015، ثم لعب مع نادي دونكيرك لكرة اليد في الدوري الفرنسي من سنة 2015 إلى 2017، ثم لعب مع فيف تارغي كيلسي في سنة 2017.

## سجل المنافسة
شارك في البطولات التالية:
- بطولة أوروبا لكرة اليد للرجال 2016
- الألعاب الأولمبية الصيفية 2016

## روابط خارجية
- ماركو ماميتش على موقع الاتحاد الأوروبي لكرة اليد (الإنجليزية)
- ماركو ماميتش على موقع الاتحاد الفرنسي لكرة اليد (الفرنسية)
- ماركو ماميتش على موقع أوليمبيديا (الإنجليزية)